# Volvo FH
Volvo FH (укр. Вольво ЕфАш) — серія вантажних автомобілів, що виробляються компанією Volvo Trucks з 1993 року і прийшла на зміну моделей Volvo F10, Volvo F12 і Volvo F16.
Всього починаючи з 1993 року виготовлено понад 400 000 автомобілів Volvo FH.

## Перше покоління (1993—2002)

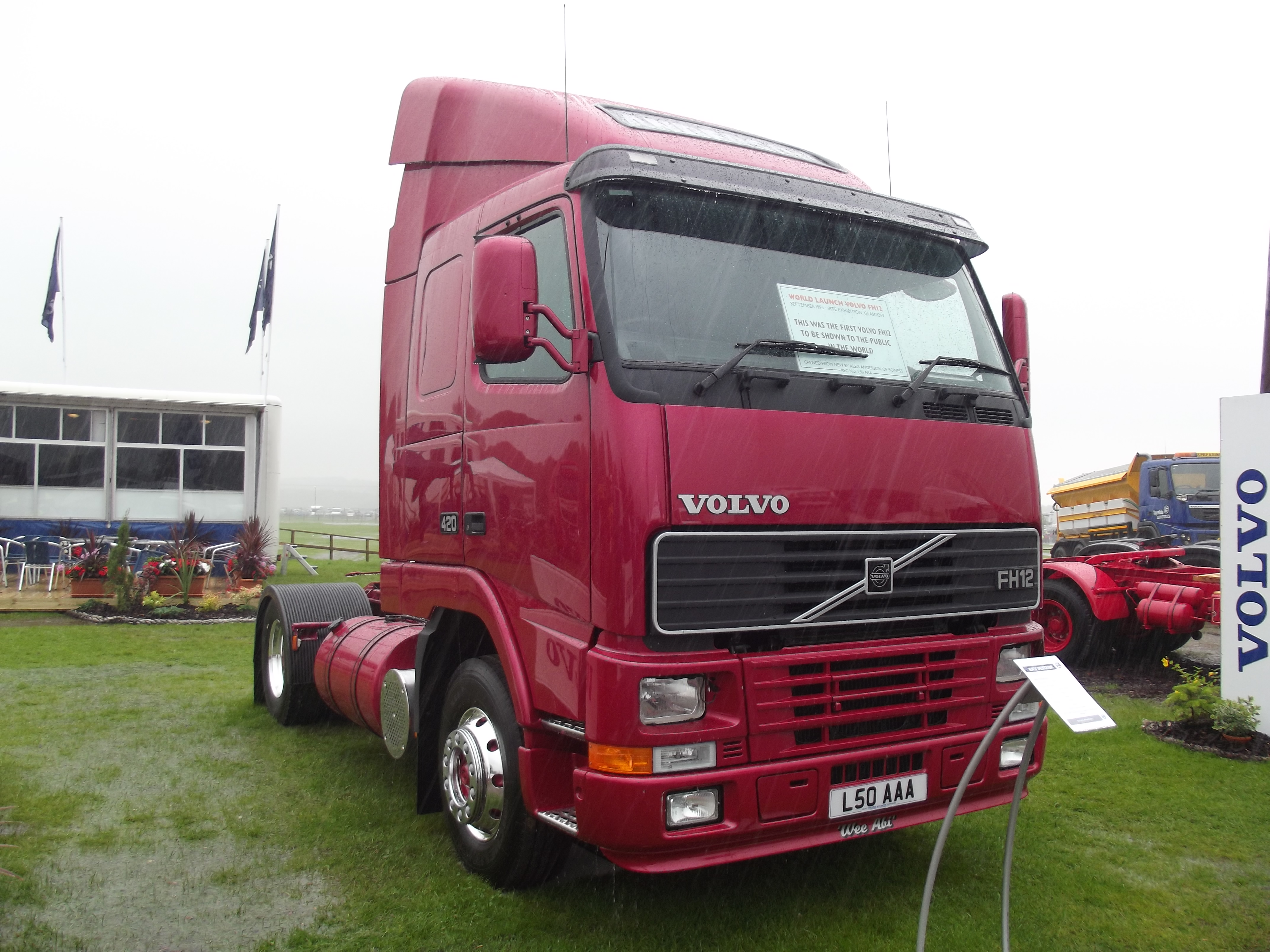
Volvo FH12 (1993—1998)

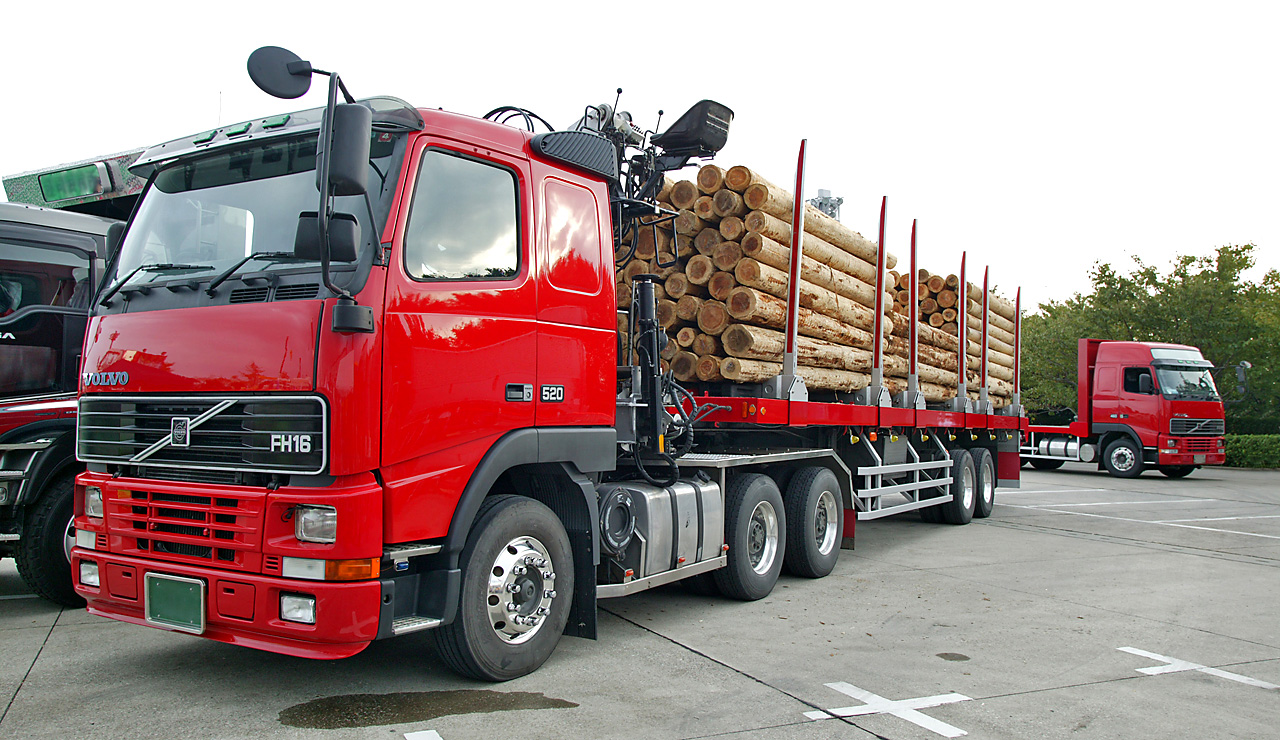
Volvo FH16 (1993—1998)

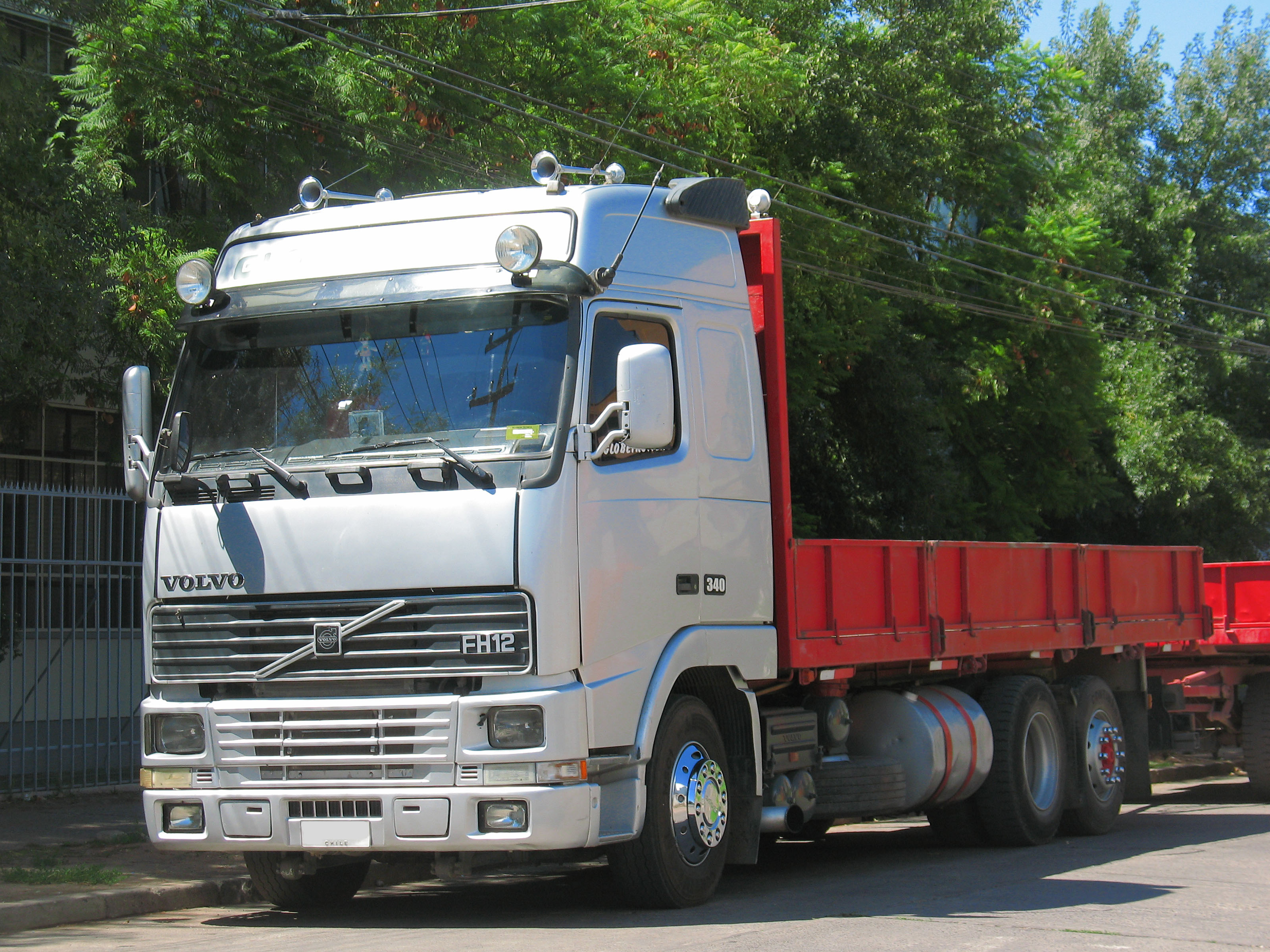
Volvo FH12 Globetrotter (1998—2002)

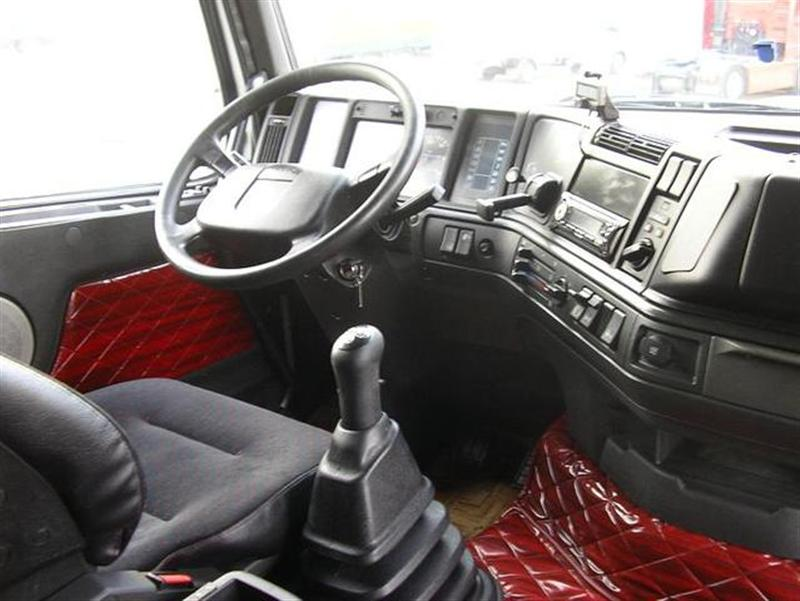
Салон Volvo FH12

У 1993 році дебютувало перше покоління Volvo FH. Розробка сімейства тривала сім років, було витрачено 7 млрд шведських крон. На автомобілях Volvo FH12 встановлювався 6-циліндровий 24-клапанний дизель «D12A» (12 130 см3, 340—420 к. с.). Найпотужніший варіант Volvo FH16 оснащений двигуном D16A потужністю 470 або 520 к. с., обладнаним насос-форсунками з електронним управлінням на кожному циліндрі і компресійним гальмом-сповільнювачем. Кабіна вантажівки пропонувалася в трьох варіантах довжини, включаючи «L2H2 Globetrotter» із двома спальними місцями і внутрішньою висотою 1950 мм.
Автомобілі Volvo FH двічі здобували титул «Вантажівка року» у 1994 та 2000 роках.
У 1995 році представили найбільш комфортабельну кабіну Globetrotter XL з внутрішньою висотою 2,1 метра.
У 1998 році Volvo FH першого покоління оновили, змінивши зовнішній вигляд. На автомобіль почали встановлювати модернізований 12,1-літровий 24-клапанний двигун D12C потужністю 340—460 к. с. з електронним управлінням, нову 14-ступенева коробка передач, бортовий комп'ютер і дискові гальма на всіх колесах.

### Двигуни

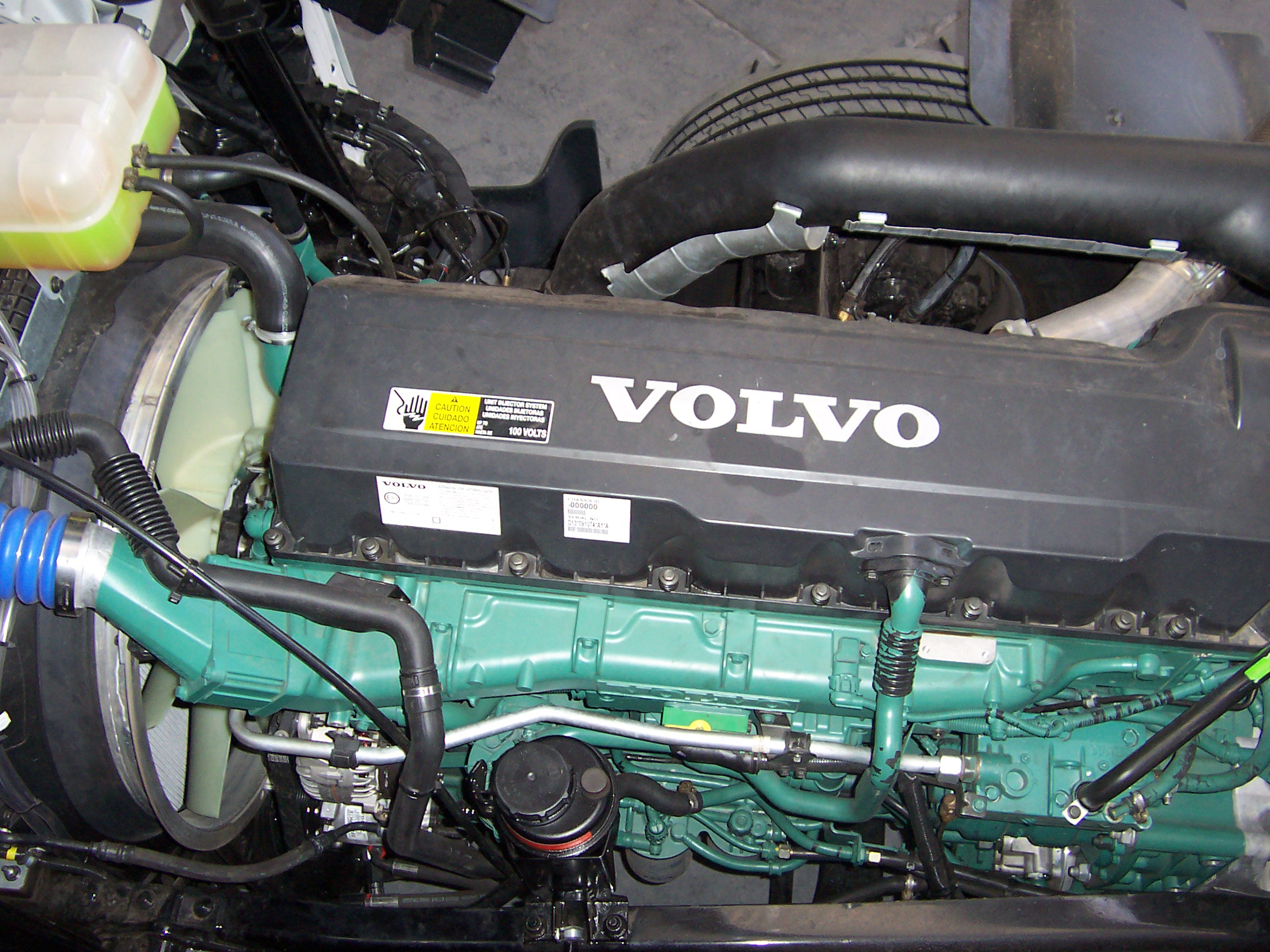
Двигун D13A

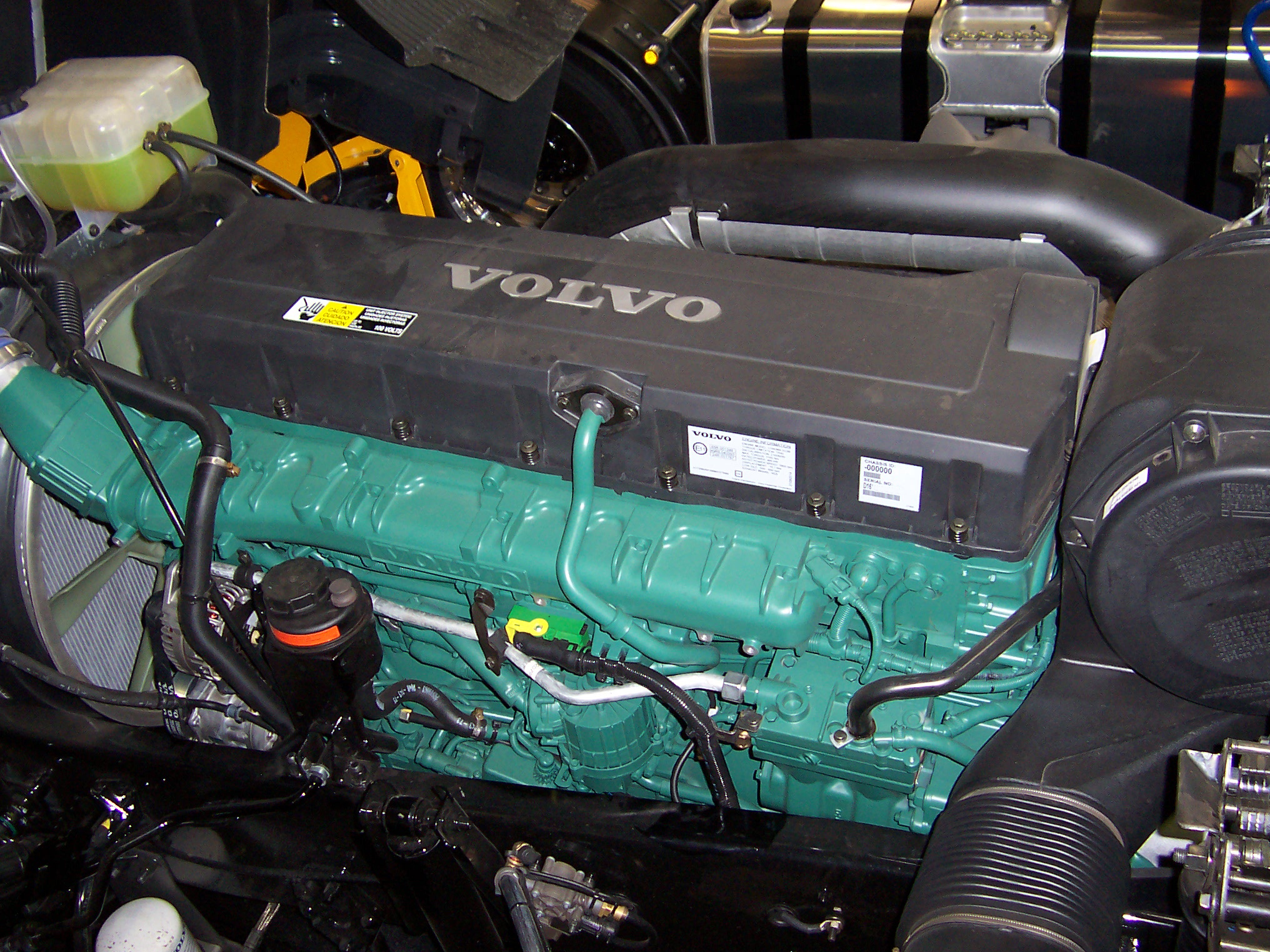
Двигун D16E

Автомобілі Volvo FH у різний час комплектувалися наступними рядними 6-циліндровими дизельними двигунами з турбонаддувом і проміжним охолодженням повітря:
Volvo
- D12A (12,1 л, 340, 380, 420 к. с.) (1993—1998)
- D12C (12,1 л, 340, 380, 420, 460 к. с.) (1998—2001)
- D12D (12,1 л, 340, 380, 420, 460, 500 к. с.) (2001—2002)
- D16A, B (16,1 л, 470, 520 к. с.) (1993—2001)

Cummins
- ISX600 (14,91 л) (1998—2002) (Австралія)

### Трансмісія
Автомобілі Volvo FH в різний час комплектувалися і комплектуються наступними коробками перемикання передач:
14-ст. механічна
- SR1900 (1993—1998)
- SR(O)2400 (1993—1998)
- VT2514(OD) (1998—2002)

16-ст. механічна (ZF)
- ZT1816

6-ст. автоматична (Powertronic)
- VT1706PT
- VT1906PT

## Друге покоління (2002—2012)

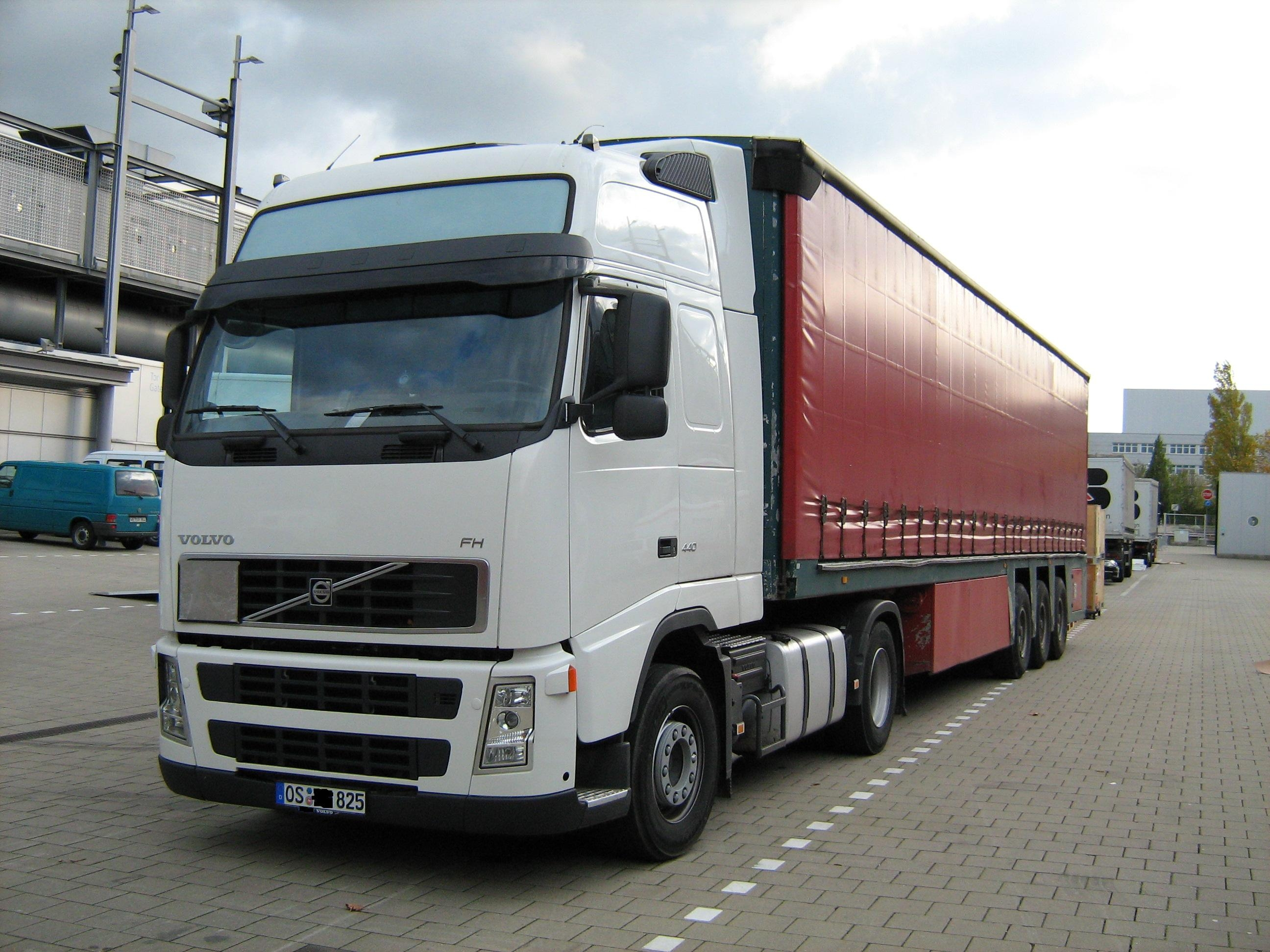
Volvo FH12 (2002—2008)

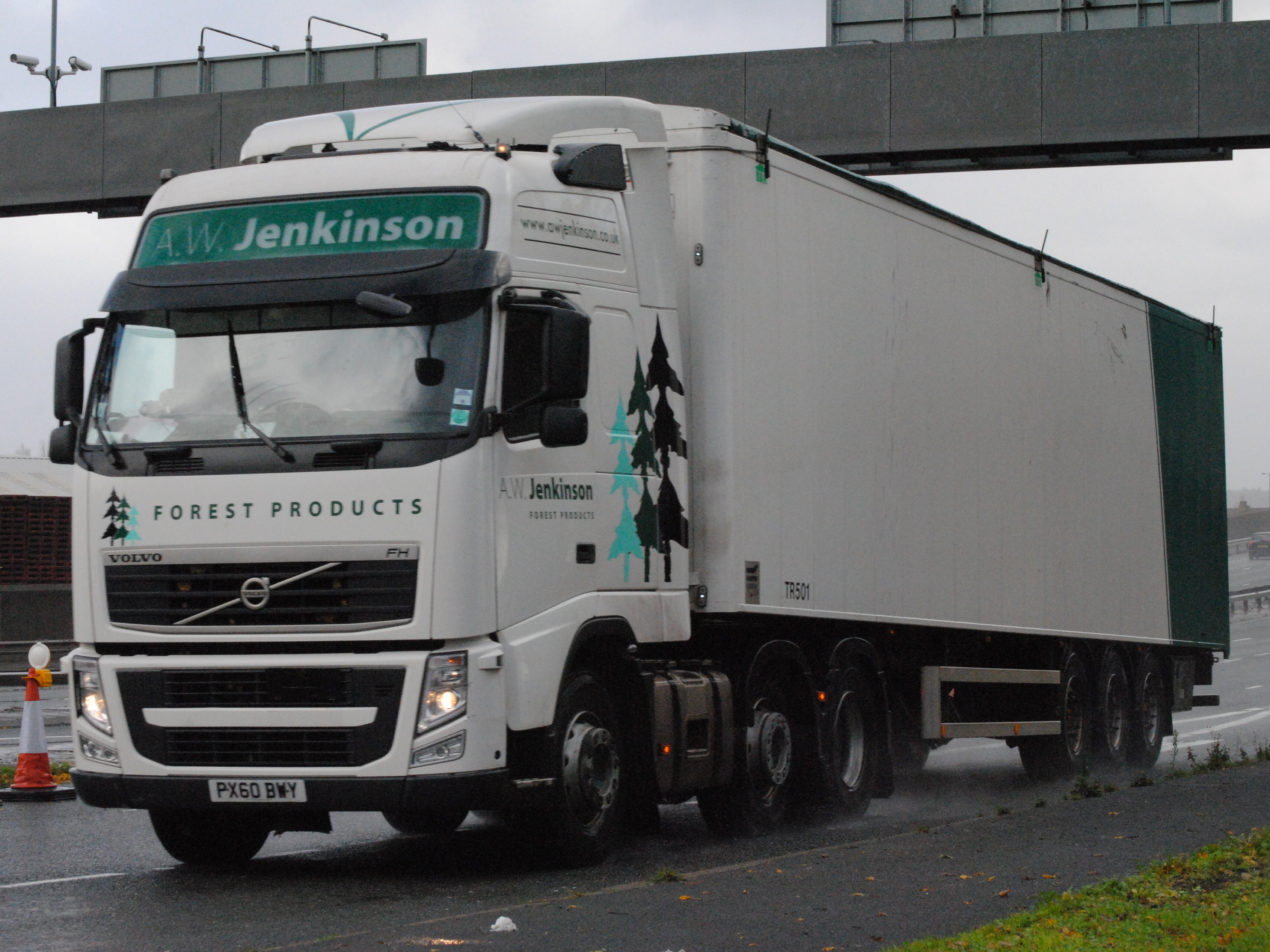
Volvo FH13 (2008—2012)

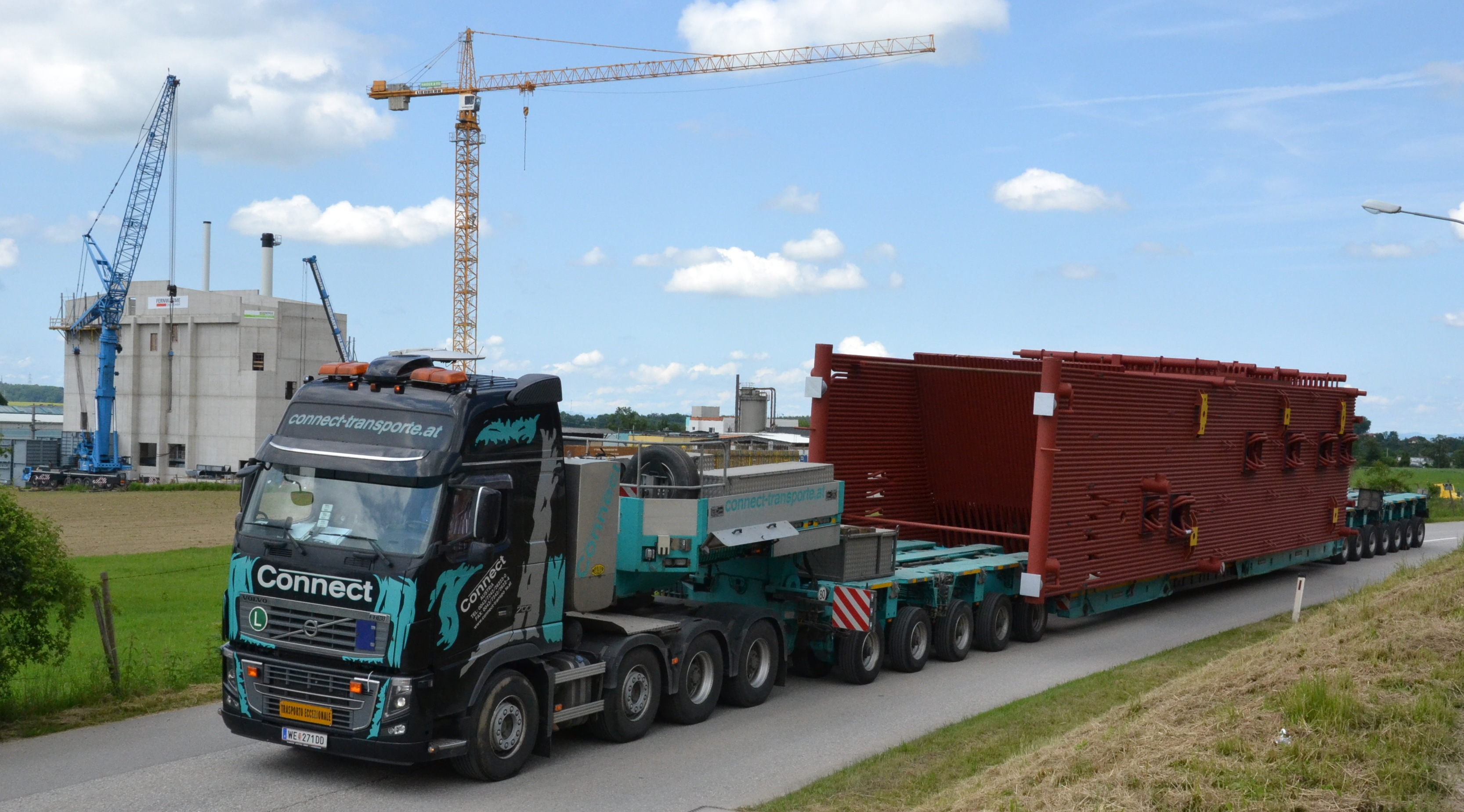
Volvo FH16 Heavy Haulage

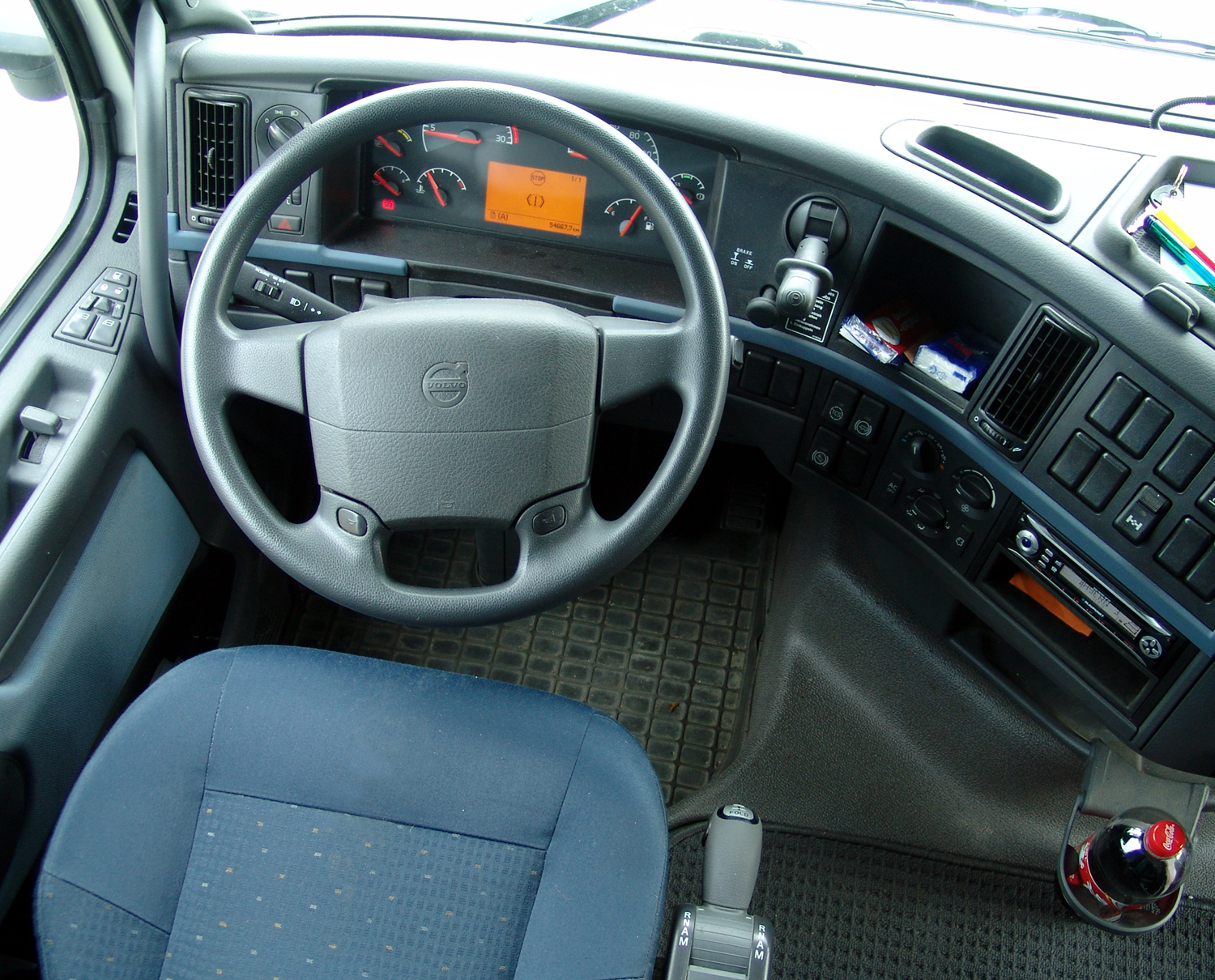
Салон Volvo FH12

У 2002 році представлено друге покоління Volvo FH, яке отримало оновлену кабіну з вертикальними передніми фарами. Усі кабіни пропонують у 3 варіантах комплектації і рівня оснащеності з функціональною панеллю приладів, анатомічними регульованими сидіннями, автоматичною системою клімат-контролю, речовими ящиками над лобовим склом і радіоприймачем з дистанційним управлінням. Додатково можна встановити 2-місцеве пасажирське сидіння з триточковими ременями безпеки і регульований повітряний обтічник на даху, а внизу кабіни змонтувати протипідкатну систему FUPS.
У сімейство FH входять тягачі з колісними формулами 4 × 2 і 6 × 2 з заднім або середнім підкатним мостом, а також шасі з колісними формулами до 8 × 4 для монтажу кузовів і обладнання. Залежно від виду модульної лонжеронної рами, підвіски і розміру шин висота розташування сідельного зчіпного пристрою знаходиться в межах 810—1000 мм, а вантажна висота шасі — 850—1000 міліметрів.
У 2005 році компанія Volvo провела чергову модернізацію кабін і суттєве підвищення їх комфортності. У них використовуються нове сидіння водія і панель приладів з додатковими функціями. Тоді ж році представлена модель Volvo FH13 з двигунами об'ємом 12,8 л D13A потужністю 400—520 к. с., яка замінила Volvo FH12. З весни 2006 року цей мотор оснащується системою каталітичного очищення SCR, що дало змогу довести рівень його відпрацьованих газів до вимог Євро-4 і Євро-5.
У 2008 році Volvo FH другого покоління оновили, змінивши зовнішній вигляд, двигуни та оснащення. Volvo Trucks випускає на ринок найпотужнішу серійну вантажівку у світі. Volvo FH16 — потужність 700 к. с., крутний момент 3150 Н·м. Компанія Volvo Trucks стала першим виробником, що поставив у серійне виробництво тягач із двигуном потужністю в 700 к. с. Вантажівка Volvo FH16 700 по праву зайняв місце флагмана компанії, перевершивши свого попередника потужністю 660 к. с. Volvo FH16 призначений для найскладніших транспортних операцій із перевезення надважких вантажів. Двигун вантажівки — Volvo D16G — у стандартній комплектації обладнаний гірським гальмом з електронним управлінням (EPG) гальмівною потужністю 230 кВт. Електронне керування дало змогу зменшити кількість рухомих частин, що забезпечує простоту експлуатації, надійність і невелику вагу. На замовлення також встановлюється моторне гальмо Volvo VEB +, що має гальмівну потужність 425 кВт.
У 2011 році дебютував Volvo FH16 Heavy Haulage для перевезення важких вантажів з повною масою автопоїзда до 295 тонн. Нова версія FH16 оснащується 16-літровим двигуном потужністю 600 к. с. і обертовим моментом 2800 Н·м, який агрегатується з 7-ступеневою автоматичною коробкою передач із гідротрансформатором. Сьома передача дає автопоїзду змогу рухатися з крейсерською швидкістю при мінімальних обертах двигуна. 16-літровий двигун має в стандарті моторне гальмо VEB+ з гальмівною потужністю до 425 кВт. Трансмісія також оснащена гальмом сповільнювачем із гальмівною потужністю до 450 кВт. Volvo FH16 для перевезення важких вантажів пропонується у вигляді сідлового тягача з різними колісними формулами. Підвіска може бути як ресорна, так і пневматична.

### Двигуни
Volvo
- D12D (12,1 л 340, 380, 420, 460, 500 к.с.) (2002—2005)
- D12F (12,1 л) (2004—2006) EGR
- D13A, B, C (12,8 л 400, 420, 440, 460, 480, 500, 520, 540 к.с.) (2005—2012)
- D16C, E, G (16,1 л 540, 580, 600, 610, 660, 700 к.с.) (2006—2012)

Cummins
- ISX600 (14,91 л) (1998—2006) (Австралія)

### Трансмісія
14-ст. механічна
- VT2514(OD) (2002—2012)
- VT2814(OD) (2006—2012)

16-ст. механічна (ZF)
- ZT1816

12-ст. напівавтоматична (I-shift)
- V2512AT (2007—2012)
- V(O)2812AT (2007—2012)
- VO3112AT (2008—2012)

6-ст. автоматична (Powertronic)
- VT1706PT
- VT1906PT

## Третє покоління (з 2012)

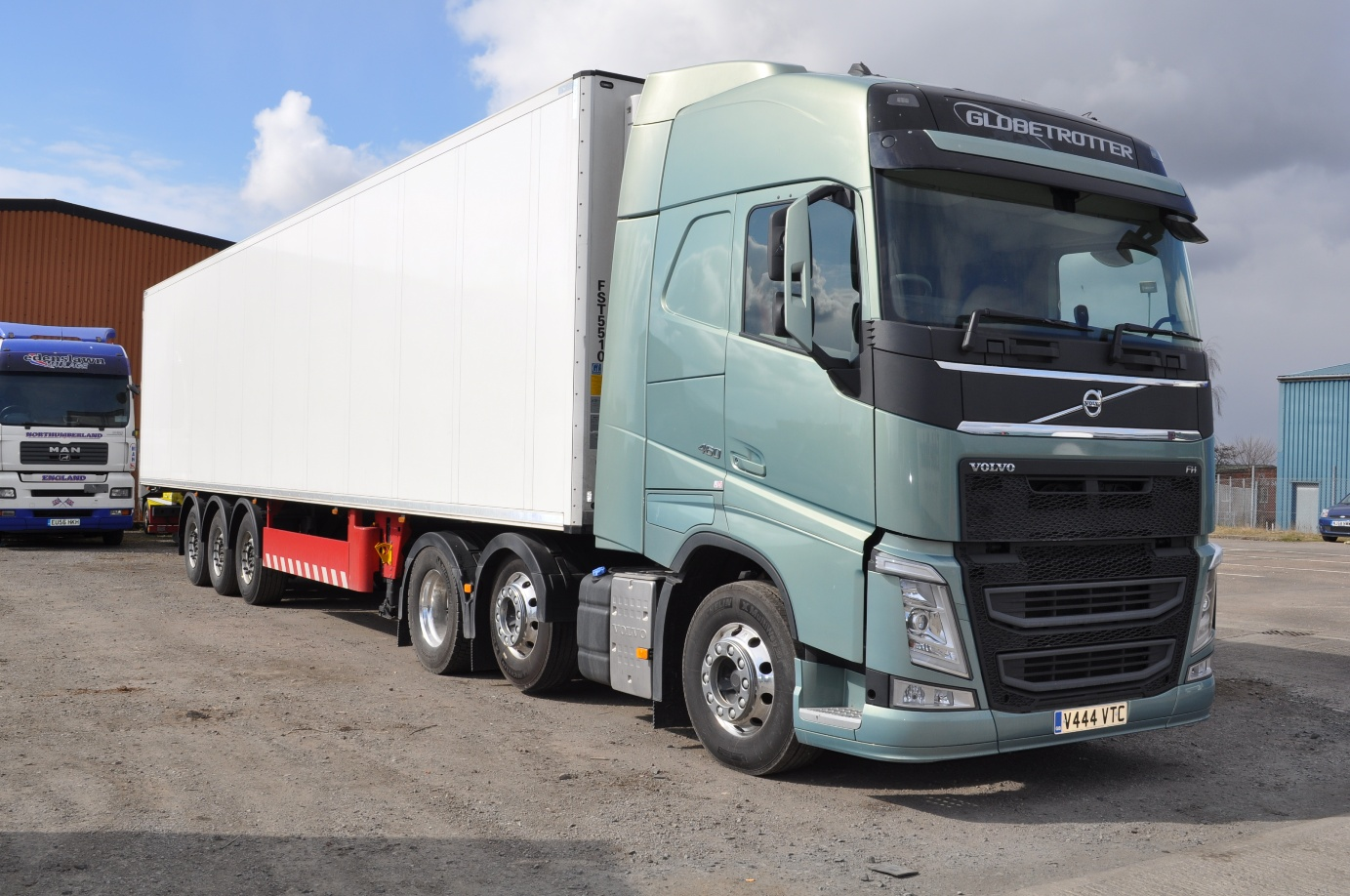
Volvo FH13 460

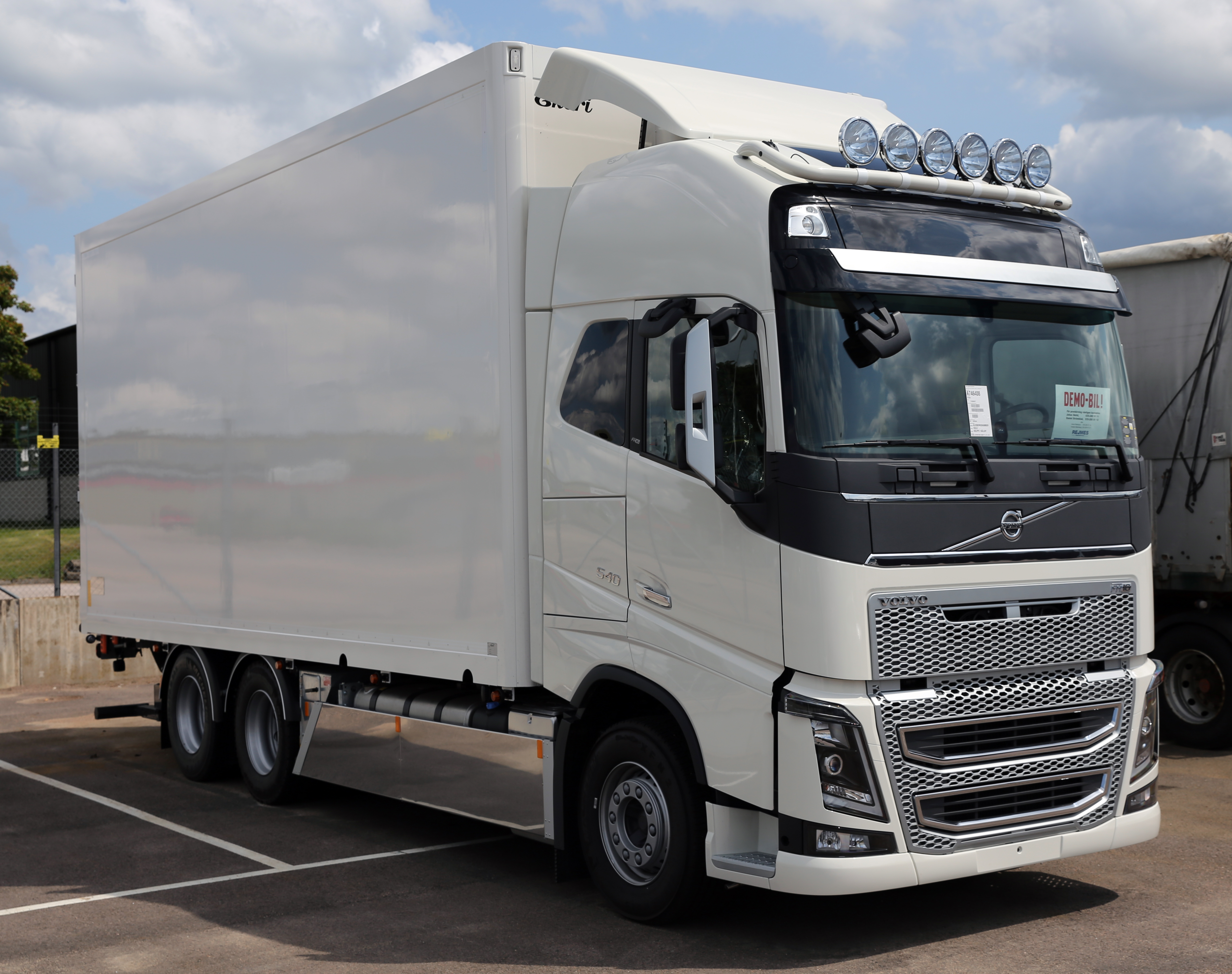
Volvo FH16 540

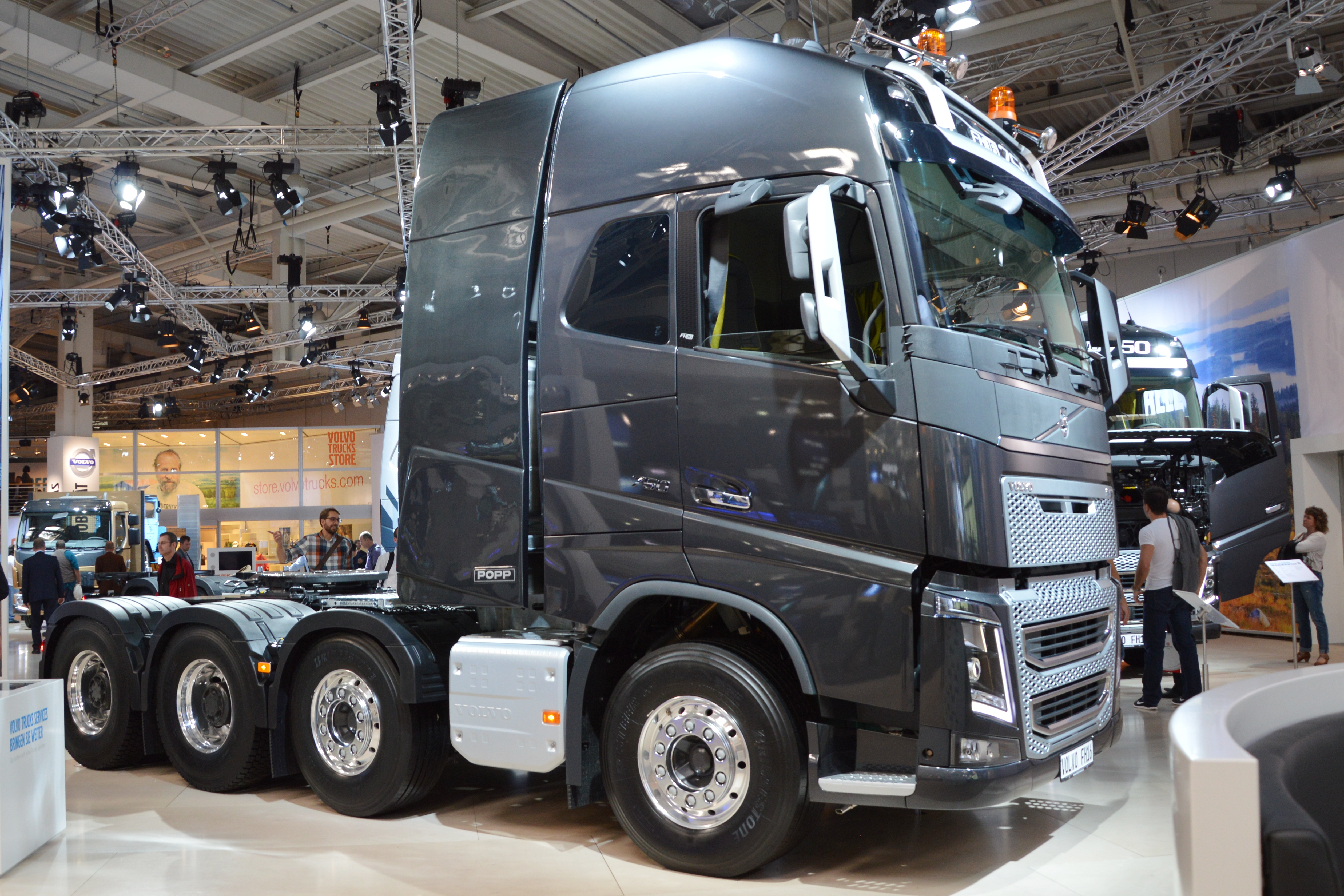
Volvo FH16 750 8x4

У вересні 2012 року на виставці в Ганновері представлено повністю нове покоління моделі Volvo FH, яке вперше у світі серед серійних важких вантажівок оснащене незалежною передньою підвіскою (IFS), що поєднується з рейковим рульовим управлінням. Шасі й кабіна повністю нові, а двигуни були взяті від попередньої моделі і модернізовані. Вантажівка отримала різні нові системи допомоги водієві, спрямовані на поліпшення безпеки та економії палива.
Вантажівка FH вже оснащена дорожньою міжміською кабіною, яка забезпечує нічліг до двох осіб і має внутрішню висоту 171 см (вище двигуна тунель 162 см). Як альтернатива є варіанти Globetrotter (203/196 см) і Globetrotter XL (222/211 см). Ці три варіанти кабіни відрізняються тільки висотою даху; довжина і ширина, а також висота установки на шасі є однаковими для всіх.
Передача потужності до коліс здійснюється через автоматизовану 12-ступеневу КПП (I-Shift) або за допомогою 14-ступеневої механічної коробки передач.
Volvo FH третього покоління отримав престижну премію Truck of the Year 2014 року.

### Модернізація 2016
У 2016 році, після 23 років компанія Volvo нарешті позбулася форсунок на двигунах D13. Поряд із впровадженням нових аеродинамічних елементів, поліпшеною трансмісією і новою коробкою передач i-Shift Crawler, Volvo представила нове покоління двигунів D13. Раніше двигуни D11 і D16 вже перейшли на Common Rail, а тепер і найпопулярніший двигун компанії отримав цю технологію. Новий двигун не тільки відповідає екологічним нормам Euro-6 C, але і на 5 % економніший. Що стосується нових аеродинамічних елементів, то всі вантажівки Volvo FH тепер будуть оснащуватися удосконаленими колісними арками (вони стали більш закритими), новим переднім спойлером і дефлекторами за кабіною.

### Модернізація 2020

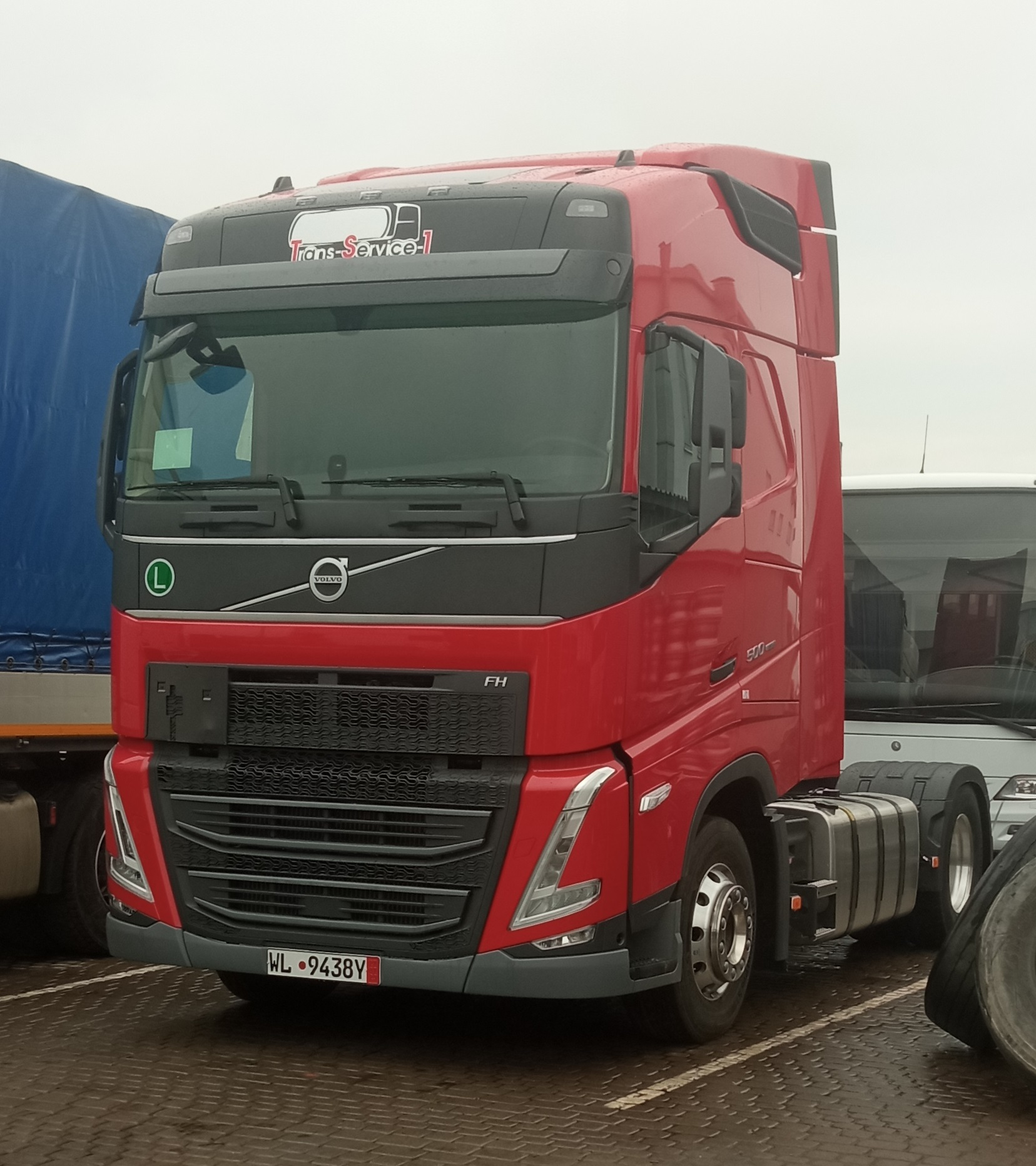
Volvo FH13 2020

Вантажівка отримала фейсліфтінг у 2020 році, зокрема, новий дизайн фар, оновлений інтер'єр, нові функції безпеки та покращення ефективності. Модель до фейсліфтінгу продовжує пропонуватися на окремих ринках, де була представлена оновлена модель, попередня модель тепер продається як Volvo FH Classic для моделей з 13-літровими двигунами та Volvo FH16 Classic для моделей з 16-літровими двигунами. Volvo також випустила електричну вантажівку у 2021 році.

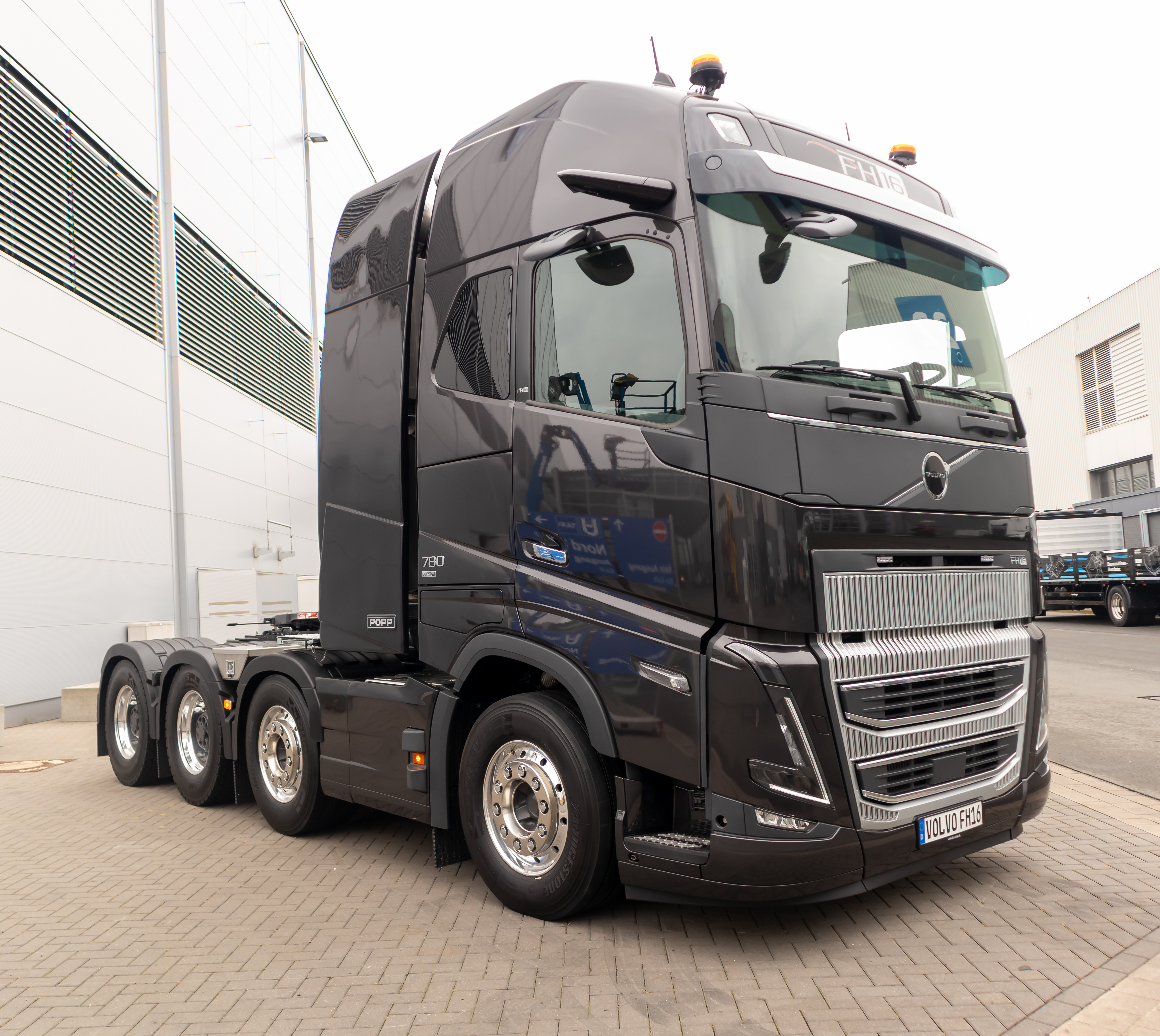
Volvo FH16 780

FH отримала незначне оновлення у 2024 році, включаючи нові світлодіодні ліхтарі на даху, оновлений логотип та емблему, оновлений I-See, оновлену аеродинаміку, оновлену інформаційно-розважальну систему, нову систему моніторингу камер Volvo, заміну D16K на D17 з 3 потужностями (600 к.с. та 3000 Нм, 700 к.с. та 3400 Нм, а також 780 к.с. та 3800 Нм) та покращену ефективність.

### FH Aero 2024

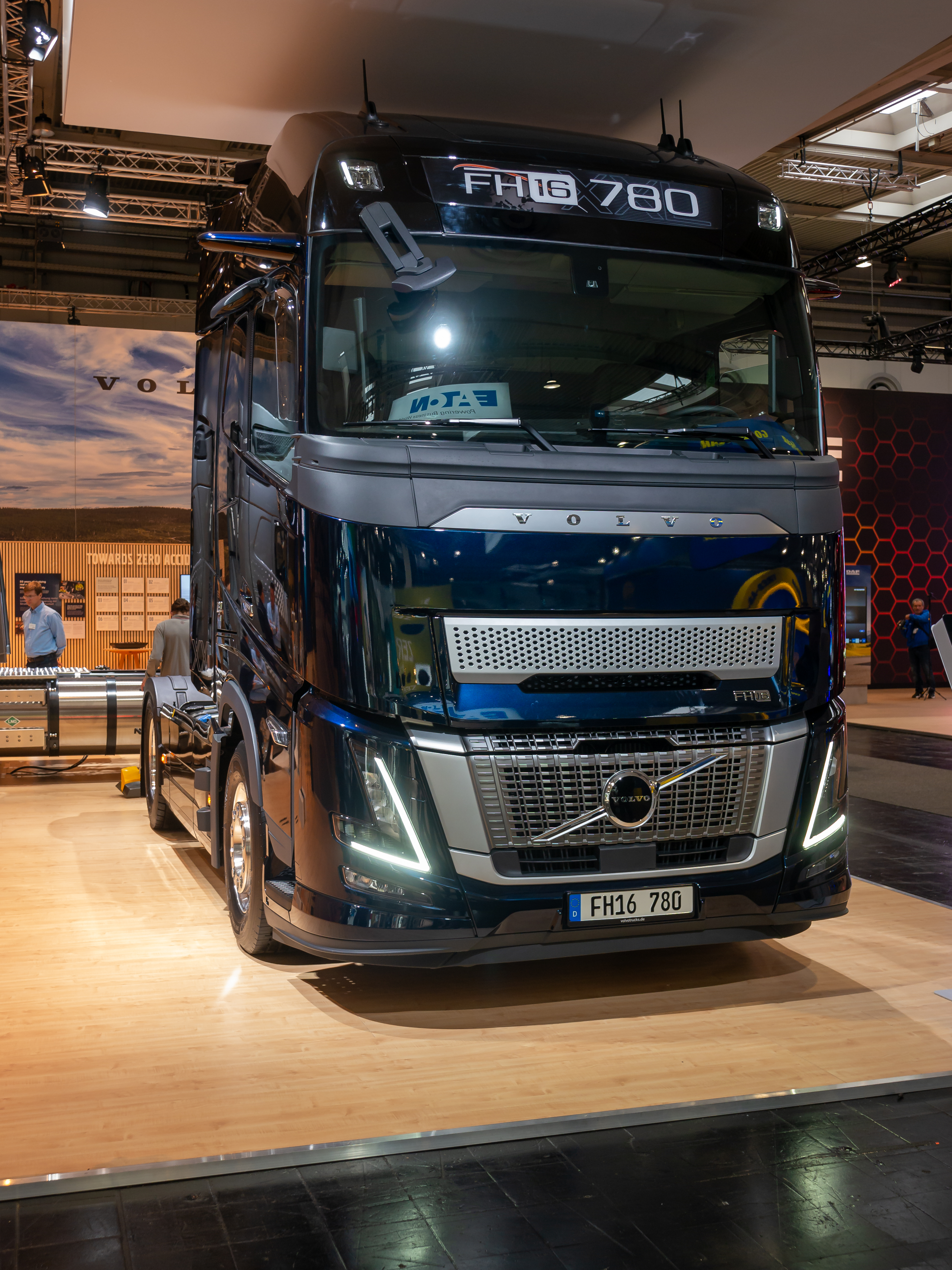
Volvo FH Aero

В 2024 році дебютувала Volvo FH Aero. Його кабіна стала на 240 мм довшою і має більш аеродинамічну форму, що сприяло зменшенню витрати пального. У Volvo кажуть про 5% економії у витраті палива, при чому і попередня модель FH i-Save була серед рекордсменів економічності. На вершині модельної гами тепер розмістився надпотужний Volvo FH16, який оснащено двигуном D17 потужністю 780 к.с. із крутним моментом 3800 Нм. Ця модель буде поступово виведена на ринки між 2024 та 2025 роками та пропонуватиметься у чотирьох варіантах: FH Aero, FH Aero Electric, FH Aero з газовим двигуном та FH16 Aero.

### FH Electric

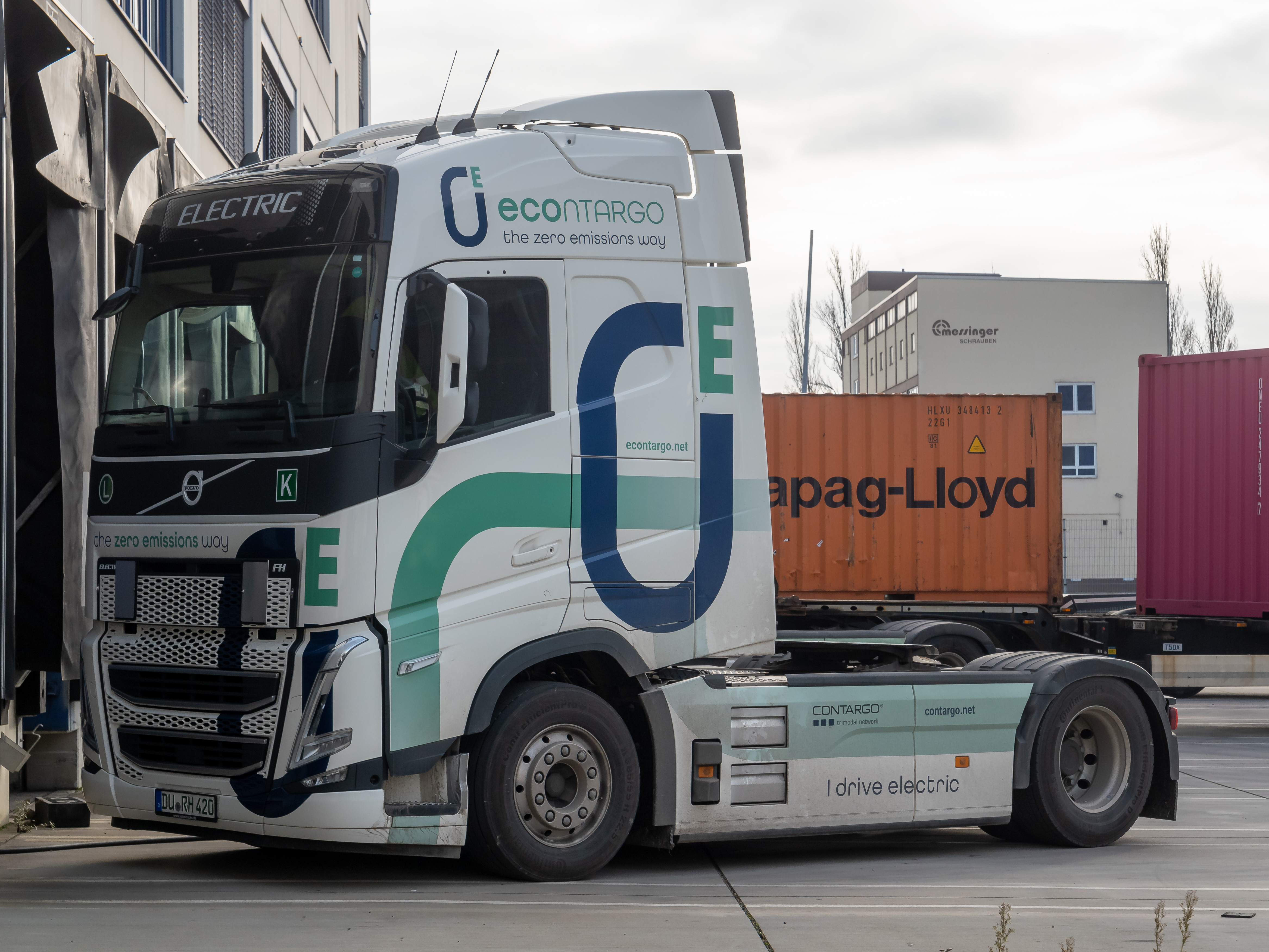
Volvo FH Electric

З 2022 року FH також доступний з електричним приводом, який був протестований у випуску Trucker 1/22 у варіанті Volvo FH Electric Globetrotter XL потужністю 666 к. с. (490 кВт) максимальним крутним моментом 2400 Н·м та акумуляторами на 540 кВт·год. Витрата на кілометр становила 1,1 кВт·год і порівнювалася з його дизельним аналогом зі споживанням 2,51 кВт·год (Volvo FH 500 I-Save). Запас ходу до 300 км. Повна маса автопоїзда (GCW) до 44 тон.
В рамках виставки комерційних автомобілів Solutrans 2023 у Ліоні Volvo FH Electric став переможцем престижного конкурсу на звання «Міжнародної вантажівки 2024 року» (International Truck of the Year 2024).

### Двигуни
| Двигун | Циліндри | Об'єм  | Потужність                              | Крутний момент              | Норми викидів |
| ------ | -------- | ------ | --------------------------------------- | --------------------------- | ------------- |
| D13C   | Р6       | 12,8 л | 309 кВт (420 к. с.) при 1400—1900 об/хв | 2100 Нм при 1000—1400 об/хв | Євро-5 Євро-6 |
| D13C   | Р6       | 12,8 л | 338 кВт (460 к. с.) при 1400—1900 об/хв | 2300 Нм при 1000—1400 об/хв | Євро-5 Євро-6 |
| D13C   | Р6       | 12,8 л | 368 кВт (500 к. с.) при 1400—1900 об/хв | 2500 Нм при 1050—1400 об/хв | Євро-5 Євро-6 |
| D13C   | Р6       | 12,8 л | 397 кВт (540 к. с.) при 1450—1900 об/хв | 2600 Нм при 1050—1450 об/хв | Євро-5 Євро-6 |
| D13K   | Р6       | 12,8 л | 338 кВт (460 к. с.) при 1400—1800 об/хв | 2300 Нм при 1000—1400 об/хв | Євро-6        |
| D16G   | Р6       | 16,1 л | 397 кВт (540 к. с.) при 1450—1900 об/хв | 2650 Нм при 1000—1450 об/хв | Євро-5 Євро-6 |
| D16G   | Р6       | 16,1 л | 441 кВт (600 к. с.) при 1500—1900 об/хв | 2800 Нм при 1000—1500 об/хв | Євро-5 Євро-6 |
| D16G   | Р6       | 16,1 л | 515 кВт (700 к. с.) при 1550—1800 об/хв | 3150 Нм при 1000—1550 об/хв | Євро-5 Євро-6 |
| D16G   | Р6       | 16,1 л | 551 кВт (750 к. с.) при 1600—1800 об/хв | 3550 Нм при 1050—1400 об/хв | Євро-5 Євро-6 |